# マティアス・ノルマン
マティアス・アントンセン・ノルマン（Mathias Antonsen Normann , 1996年5月28日 - ）は、ノルウェー・ヌールラン県スボルベル出身のサッカー選手。サウジ・プロフェッショナルリーグ・アル・ラーイド所属。ポジションはMF。

## クラブ経歴
2012年に16歳で4部リーグのFKロフォーテンでプロデビュー。2013年にFKボデ/グリムトに移籍。2015年シーズンはアルタIFでローン移籍でプレーし、16試合2ゴールを記録。2017年シーズン途中までFKボデ/グリムトでプレーした。
2017年7月23日、ブライトン・アンド・ホーヴ・アルビオンFCと3年契約を締結。契約後モルデFKへのローン移籍も成立。1年後の2018-19シーズンより正式にブライトンに加入。プレミアリーグ2 (U-23リーグ)でプレーするも、トップチーム昇格には至らず。
2019年1月28日、FCロストフへの移籍が発表。加入後は先発に定着し、チームの中心選手に成長した。
2021年8月29日、ノリッジ・シティFCに買取オプション付きのローン移籍で加入したことが発表された。
2022年8月16日、USレッチェにレンタル移籍。しかし、選手登録が完了出来ずに移籍が破談となり、9月に入りFCディナモ・モスクワへのローン移籍が決定した。
2023年8月20日、アル・ラーイドに移籍した。

## ノルウェー代表
2013年からユース世代のノルウェー代表に招集。2019年9月にフル代表に初招集。5日のUEFA EURO 2020予選のマルタ戦でフル代表デビューを果たした。
2020年10月8日、UEFA EURO 2020予選プレーオフのセルビア戦で代表初ゴールを決めた。
しかし、上記の通り2022年9月にディナモ・モスクワに加入した事を理由に代表から追放されてしまった。

## 人物
- 父はドイツ人。
- FCロストフ在籍時は、橋本拳人とチームメイトだった。